# Liste der Baudenkmale in Kuhstorf
In der Liste der Baudenkmale in Kuhstorf sind alle Baudenkmale der Gemeinde Kuhstorf (Landkreis Ludwigslust-Parchim) und ihrer Ortsteile aufgelistet (Stand: Januar 2021).

## Eichhof
| ID | Lage               | Bezeichnung                                   | Beschreibung | Bild |
| -- | ------------------ | --------------------------------------------- | ------------ | ---- |
|    | Eichhof 77 (Karte) | Pferdegöpel mit Fachwerkscheune und Maschinen |              |      |

## Kuhstorf
| ID | Lage                          | Bezeichnung                  | Beschreibung                | Bild |
| -- | ----------------------------- | ---------------------------- | --------------------------- | ---- |
|    | Anger                         | Gedenkstein                  |                             |      |
|    | Bauernende 6 (Karte)          | Hallenhaus                   |                             |      |
|    | Bauernende 7 (Karte)          | Bauernhaus                   |                             |      |
|    | Bauernende 22 (Karte)         | Querbüdnerei                 |                             |      |
|    | Bleiche 8 (Karte)             | Wohnhaus                     |                             |      |
|    | Mecklenburger Ende 1 (Karte)  | ehem. Kinderheim             |                             |      |
|    | Mecklenburger Ende 36 (Karte) | niederdt. Hallenhaus         |                             |      |
|    | Schulstraße 7 (Karte)         | ehem. Schule/Fachwerkgebäude | heute Dorfgemeinschaftshaus |      |

## Kuhstorf-Ausbau
| ID | Lage                      | Bezeichnung             | Beschreibung | Bild |
| -- | ------------------------- | ----------------------- | ------------ | ---- |
|    | Kuhstorf-Ausbau 5 (Karte) | Ziehbrunnen auf dem Hof |              |      |

## Quelle
- Denkmallisten des Landkreises Ludwigslust-Parchim (Stand: September 2021)

- Karte mit allen Koordinaten:
- OSM |
- WikiMap